# Syllogisme disjonctif
En logique classique, un syllogisme disjonctif, (ou plus anciennement ponens modus tollendo) est une forme d'argument valide, qui prend la forme d'un syllogisme ayant une déclaration disjonctive dans l'une de ses prémisses,.
Soit la brèche est une brèche sécurisée, soit elle sera soumise à une amende.
La brèche n'est pas une brèche de sécurité.
Par conséquent, elle sera soumis à une amende.
En logique propositionnelle, une syllogisme disjonctif (aussi connu sous le nom de l'argument de kneecapper, élimination ou, ou abrégé vE),,,, est une règle d'inférence valide. Si on nous dit qu'au moins l'un des deux états est vrai; et dit aussi que ce n'est pas le premier qui est vrai; nous pouvons en déduire que ce sera le dernier qui sera vrai. Si P ou Q est vrai et P est faux, alors Q est vrai. La raison pour laquelle on l'appelle «syllogisme disjonctif» est qu'il est un syllogisme, un argument en trois étapes, et, parce qu'il contient une disjonction logique. «Soit P ou Q» est une disjonction; P et Q sont appelés les disjoints de la déclaration. La règle permet d'éliminer une disjonction d'une preuve logique. Il est la règle selon laquelle:
{\displaystyle {\frac {P\lor Q,\neg P}{\therefore Q}}}
où la règle est que chaque fois que les instances de «{\displaystyle P\lor Q}», et «{\displaystyle \neg P}» apparaissent, la conclusion «{\displaystyle Q}» peut être placé sur une ligne subséquente.
Le syllogisme disjonctif est étroitement lié au syllogisme hypothétique, car celui-ci est également type de syllogisme, et aussi le nom d'une règle d'inférence. Il est également lié à la loi de non-contradiction et la loi du tiers exclu, deux des trois lois traditionnelles de la pensée.

## Notation formelle
La règle du syllogisme disjonctif peut être écrite en notation séquente :
{\displaystyle P\lor Q,\lnot P\vdash Q}
où {\displaystyle \vdash } est un symbole métalogique qui signifie que {\displaystyle Q} est une conséquence de {\displaystyle P\lor Q}, et {\displaystyle \lnot P} dans un système logique;
exprimée en une tautologie ou théorème de logique propositionnelle : 
{\displaystyle ((P\lor Q)\land \neg P)\to Q}
où {\displaystyle P}, et {\displaystyle Q} sont des propositions exprimées dans un système formel.

## Exemples concrets
Voici un exemple:
Soit je choisis la soupe soit je choisis la salade.
Je ne choisis pas la soupe.
Par conséquent, je choisis la salade.
Voici un autre exemple:
C'est soit bleu soit rouge.
Ce n'est pas bleu.
Par conséquent, c'est rouge.

## Disjonction inclusive et exclusive
Le syllogisme disjonctif fonctionne aussi si le «ou» est considéré comme une disjonction «exclusive» ou «inclusive».
Il existe deux genres de disjonction logique :
- inclusive, qui signifie «et/ou»  - au moins l'un des deux, ou les deux le sont.
- exclusive («xor») signifie qu'exactement l'un des deux doit être vrai, mais pas les deux.

Le concept largement utilisé ou est souvent ambiguë entre ces deux significations, mais la différence est essentielle dans l'évaluation des arguments disjonctives.
Cet argument:
P ou Q.
Non P.
Par conséquent, Q.
est valide et ne diffère pas entre les deux significations. Cependant, seulement le sens exclusif sera valide dans le syllogisme suivant :
Soit (seulement) P soit (seulement) Q.
P.
Par conséquent, non Q.
si le fait est vrai, il ne commet pas l'erreur
Avec le sens inclusif, on ne peut tirer aucune conclusion à partir des deux premiers prémisses de cet argument. Voir affirmation d'une disjonction.